# Don Pedro de Barberana y Aparregui
Don Pedro de Barberana y Aparregui est une huile sur toile attribuée à Velázquez qui l'aurait peinte vers 1631-1633 et qui est conservée au Kimbell Art Museum de Fort Worth, Texas, (États-Unis) depuis 1981.

## Historique
Il n'existe pas de document historiques de cette toile dont il est fait mention pour la première fois comme œuvre de Vélasquez sous le titre le Chevalier de Calatravra par José López-Rey en 1972, alors qu'il était dans une collection privée de New-York. L'unique mention précédente signale qu'il a été acheté en Europe vers 1950. Cette hypothèse fut immédiatement accueillie de façon favorable parles autres critiques et un an après, José Gudiol identifia le personnage représenté en la personne de Pedro de Barberana (Briones, 1579- idem 1649), et dont il châtelain. Haut Trésorier et membre du conseil privé du roi, il intégra l'ordre de Calatrava – dont la croix brille ostensiblement sur sa poitrine et sur la cape – octobre 1630, alors que Vélasquez était toujours en Italie, ce qui détermine la date à partir de laquelle il put être peint

## Description
Le personnage est représenté de corps entier, vêtu d'un costume rigoureusement noir, dont seule se démarque la croix rouge et l'épée. Le fond est neutre. Aux contours du personnage et sur les reflets du vêtement, Vélasquez utilise une technique similaire à celle utilisée pour des portraits réalisés à la même époque - Don Diego del Corral y Arellano et son épouse Doña Antonia de Ipeñarrieta y Galdós et son fils don Luis – mais dans ce cas, comme le note Jonathan Brown, il accentue la neutralisation de l'espace qu'il laisse vide, à fin de rehausser avec plus de force le personnage.